# Wyjec
Wyjec (Alouatta) – rodzaj ssaków naczelnych z podrodziny wyjców (Alouattinae) w obrębie rodziny czepiakowatych (Atelidae). Są największymi małpami Nowego Świata. Znane z umiejętności wydawania bardzo głośnych dźwięków. Spokrewnione z czepiakami z podrodziny Atelinae.

## Rozmieszczenie geograficzne
Rodzaj obejmuje gatunki szeroko rozprzestrzenione w Ameryce Środkowej i Południowej – od Meksyku do północnej Argentyny.

## Charakterystyka
Długość ciała 37–71,2 cm, ogona 51,5–80 cm; masa ciała samców 4,5–9,6 kg, samic 3,1–7 kg (samce są większe i cięższe od samic). Ubarwienie płowe, rude lub czarne. Są aktywne podczas dnia. Większą część życia spędzają na drzewach, tworząc grupy rodzinne liczące kilkanaście osobników. Cechą szczególną jest bardzo głośne nawoływanie (wzmacniane przez rezonatory – worki krtaniowe, których kostne ściany zbudowane są z przekształconej kości gnykowej), słyszalne w promieniu kilku kilometrów. Wyjce należą do zwierząt wydających najgłośniejsze dźwięki. Ich wycie jest formą terytorializmu, demonstrowania swojej obecności przedstawicielom innych grup rodzinnych celem uniknięcia sporów przy spotkaniach na granicy zajmowanego terytorium. Zamieszkują wilgotne lasy tropikalne.

## Systematyka
Rodzaj zdefiniował w 1799 roku francuski przyrodnik Bernard Germain de Lacépède w rozdziale poświęconym tabelom systematycznym ssaków, opublikowanym w swojej książki dotyczącej historii naturalnej. Gatunkiem typowym jest (oznaczenie monotypowe) wyjec rdzaworęki (A. belzebul).

### Etymologia
- Alouatta (Aluata, Aluatta, Alouata, Alonata, Aloutta, Aluoatta): lokalna, karaibska nazwa arawata dla wyjców[17].
- Mycetes (Mycetus): gr. μυκητης mukētēs ‘ryczący’, od μυκαομαι mukaomai ‘ryczeć’[18]. Gatunek typowy: Illiger wymienił dwa gatunki – Simia Belzebul Linnaeus, 1766 i Simia Seniculus Linnaeus, 1766 – nie wyznaczając gatunku typowego.
- Stentor: w mitologii greckiej Stentor (gr. Στεντωρ Stentor) był trackim heroldem w wojsku greckim pod Troją, słynnym z potężnego głosu, który równał się sile głosu pięćdziesięciu mężczyzn[19]. Gatunek typowy: Geoffroy Saint-Hilaire wymienił kilka gatunków – Simia caraya Humboldt, 1811, Simia straminea Humboldt, 1811 (= Simia caraya Humboldt, 1811), Simia guariba Humboldt, 1811, Simia Seniculus Linnaeus, 1760, Simia flavicauda Humboldt, 1811 i Simia ursina Humboldt, 1805 (= Alouatta arctoidea Cabrera, 1940) – nie wyznaczając gatunku typowego.

### Podział systematyczny
Do rodzaju należą następujące występujące współcześnie gatunki:
| Grafika | Gatunek              | Autor i rok opisu | Nazwa zwyczajowa  | Podgatunki         | Rozmieszczenie geograficzne | Podstawowe wymiary                              | Status IUCN |
| ------- | -------------------- | ----------------- | ----------------- | ------------------ | --- | ----------------------------------------------- | ----------- |
|         | Alouatta seniculus   | (Linnaeus, 1766)  | wyjec rudy        | 3 podgatunki       | północna i wschodnia Kolumbia, północno-zachodnia Wenezuela, wschodni Ekwador, wschodnie Peru i zachodnia Brazylia (na południe od rzeki Negro, na wschód do dolnej rzeki Madeira i rzeki Teles Pires); granice zasięgu niepewne; zakres wysokości: 0–3200 m n.p.m. | DC: 48–63 cm DO: 52–80 cm MC: 4,1–9 kg          | LC          |
|         | Alouatta arctoidea   | Cabrera, 1940     | wyjec niedźwiedzi | gatunek monotypowy | Wenezuela oraz Trynidad i Tobago (Trynidad); prawdopodobnie skrajnie północno-wschodnia Kolumbia; zakres wysokości: 10–2000 m n.p.m. | DC: 45–65 cm DO: 55–68 cm MC: 5,4–8 kg          | LC          |
|         | Alouatta macconnelli | D.G. Elliot, 1910 | wyjec gujański    | gatunek monotypowy | południowa Wenezuela (na wschód i południe od rzeki Orinoko), region Gujana i północna Brazylia (na wschód od rzeki Cauaburi, na południe od rzeki Amazonka); zakres wysokości: 0–1200 m n.p.m.                                                                     | DC: 48–63 cm DO: 52–80 cm MC: 4,1–9 kg          | LC          |
|         | Alouatta sara        | D.G. Elliot, 1910 | wyjec boliwijski  | gatunek monotypowy | północna i środkowa Boliwia i przyległe południowo-wschodnie Peru; zakres wysokości: do 1000 m n.p.m. | DC: 54–71 cm DO: 51–60 cm MC: 6–9 kg            | NT          |
|         | Alouatta nigerrima   | Lönnberg, 1941    | wyjec amazoński   | gatunek monotypowy | endemit Brazylii (między rzeką Madeira a rzeką Tapajós, na południe od rzeki Amazonka; populacje peryferyjne na północ od rzeki Amazonka i na zachód od rzeki Madeira)                                                                                              | DC: 48–65 cm DO: 56–69 cm MC: 4,9–8 kg          | LC          |
|         | Alouatta belzebul    | (Linnaeus, 1766)  | wyjec rdzaworęki  | gatunek monotypowy | endemit Brazylii (dolna Amazonia na południe od rzeki Amazonka, częściowo w Mata Atlântica (Rio Grande do Norte na południe od rzeki São Francisco)) | DC: 37–65 cm DO: 45–70 cm MC: 4,8–8 kg          | VU          |
|         | Alouatta discolor    | (Spix, 1823)      | wyjec nizinny     | gatunek monotypowy | endemit Brazylii (dolna Amazonia na południe od rzeki Amazonka (od rzeki Tapajós i rzeki Juruena do rzeki Xingu i rzeki Iriri; międzyciek Juruena/Teles Pires)) | DC: 46–91 cm DO: 60–67 cm MC: 4,8–8 kg          | VU          |
|         | Alouatta ululata     | D.G. Elliot, 1912 | wyjec brzegowy    | gatunek monotypowy | endemit Brazylii (na północ od Maranhão, Piauí i Ceará) | DC: około 56 cm DO: około 56 cm MC: brak danych | EN          |
|         | Alouatta guariba     | (Humboldt, 1812)  | wyjec brązowy     | 2 podgatunki       | wschodnia i południowa Brazylia (Bahia na południe do Rio Grande do Sul) i północno-wschodnie Argentyna (Misiones); zakres wysokości: 0–700 m n.p.m. | DC: 44–60 cm DO: 48–67 cm MC: 4,1–7,2 kg        | VU          |
|         | Alouatta caraya      | (Humboldt, 1812)  | wyjec czarny      | gatunek monotypowy | środkowa Brazylia, wschodnia i południowo-wschodnia Boliwia, wschodni Paragwaj i północna Argentyna, być może północno-zachodni Urugwaj | DC: 50–65 cm DO: 54–65 cm MC: 3,6–9,6 kg        | NT          |
|         | Alouatta palliata    | (J.E. Gray, 1849) | wyjec płaszczowy  | 5 podgatunków      | południowy i południowo-wschodni Meksyk (na południe od Veracruz), północno-wschodnia Gwatemala do zachodniej Kolumbii, zachodni Ekwador i północno-zachodnie Peru (północne Tumbes); być może dawniej w Salwadorze; zakres wysokości: 0–2500 m n.p.m.              | DC: 46–63 cm DO: 55–70 cm MC: 3,1–9 kg          | VU          |
|         | Alouatta pigra       | B. Lawrence, 1933 | wyjec jukatański  | gatunek monotypowy | południowo-wschodni Meksyk (Tabasco, Campeche, Jukatan, Quintana Roo i południowe Chiapas), Belize, północna i środkowa Gwatemala (na południe do jezior Izabal i El Golfete)                                                                                       | DC: 52–71 cm DO: 50–69 cm MC: 4,6–9,1 kg        | EN          |

Kategorie IUCN:  LC  – gatunek najmniejszej troski,  NT  – gatunek bliski zagrożenia,  VU  – gatunek narażony,  EN  – gatunek zagrożony.
Opisano również południowoamerykański wymarły gatunek z plejstocenu:
- Alouatta mauroi(inne języki) Tejedor(inne języki), Rosenberger(inne języki) & Cartelle, 2008